# フィル・ニール
フィル・ニール（Phil Neal、1951年2月20日 - ）は、イングランド・ノーザンプトンシャー出身の元サッカー選手、元サッカー指導者、現サッカー解説者。イングランド代表だった。現役時代のポジションはディフェンダー(右サイドバック)。リヴァプールではキャプテンを務めていた。またPKのスペシャリストでもあった。

選手としては、ノーサンプトン・タウンFC、リヴァプールFC、ボルトン・ワンダラーズFCに在籍した。リヴァプール在籍時にはファーストディヴィジョンで8回、FAカップで4回、FAチャリティ・シールドで5回、UEFAチャンピオンズカップで4回、UEFAカップで1回、UEFAスーパーカップで1回優勝、通算650試合に出場、59ゴールを挙げた。イングランド代表としては50試合キャップを記録し、UEFA欧州選手権1980と1982 FIFAワールドカップに出場した。指導者としてはボルトンの監督としてフットボールリーグトロフィーで優勝し、その後コヴェントリー・シティFC、カーディフ・シティFC、マンチェスター・シティFCの監督を務めた。
リヴァプール時代にはジーコ (Zico) というニックネームで呼ばれた。ブラジル代表のジーコに由来するもので、ニールが右サイドバックでありながら、しばしばクラブ史に残る重要な得点を決めることから名付けられた。

## 経歴

### 選手時代
初期の経歴とリヴァプールFC
ウェリングボロ・タウンFCでサッカーを始め、1968年にサードディヴィジョン（当時3部）のノーサンプトン・タウンFCに移った。ノーサンプトンでは187試合に出場し、1974年10月9日、リヴァプールに移籍、ボブ・ペイズリー監督がリヴァプールの監督就任後、最初に獲得した選手となった。移籍金は6万6000ポンド。ベテランのクリス・ロウラーからポジションを奪うことが期待され、当初は左サイドバックとしてプレーしたが、右サイドバックとして出場した時の勤勉で精力的なプレーが評価され、右サイドバックとして名前を売った。同年11月16日にグディソン・パークで行なわれたエヴァートンFC戦 (0-0) でマージーサイド・ダービーデビューし、この試合では中盤のテリー・マクダーモットとコンビを組んだ。移籍からちょうど1年後の1975年11月4日、アンフィールドで行なわれたUEFAカップのレアル・ソシエダ（スペイン）戦 (6-0) で移籍後初得点を挙げた。1976年にイングランド代表デビューすると、1980年にはイタリアで開催されたUEFA欧州選手権1980に出場したが、1勝1分1敗の勝ち点3でベルギー、イタリアに次ぐグループリーグ3位に終わり、グループリーグ敗退となった。1982年にはスペインで開催された1982 FIFAワールドカップに出場し、イングランドは1次リーグを3戦全勝で2次リーグに進出したが、2次リーグの2試合はいずれもスコアレスドローに終わり、3ヶ国中2位で準決勝進出はならなかった。
1976-77シーズンのUEFAチャンピオンズカップ決勝、ローマで行なわれたボルシア・メンヒェングラッドバッハ（ドイツ）戦では、勝利を確定させるPKを決めた。1977-78シーズンの同大会決勝ではクラブ・ブルッヘ（ベルギー）を、1980-81シーズンの同大会決勝ではレアル・マドリード（スペイン）を破り、1983-84シーズンの同大会決勝・ASローマ（イタリア）戦では再び得点を挙げた。リヴァプール在籍時にUEFAチャンピオンズカップで4回優勝しているが、これはクラブの歴史においてニールしか達成していない記録である。リヴァプールに在籍した11年間で22個もの主要タイトルを獲得しており、ニールはもっとも成功を収めたイングランド人サッカー選手のひとりに数えられる。1975年から1983年まではリーグ戦に1試合も欠かさず出場し、365試合連続出場という記録を樹立した。1983年に負傷で1試合のみ欠場して記録が途絶えた。

### 選手兼任監督時代
ボルトン・ワンダラーズFC
1985-86シーズンの開幕はリヴァプールで迎えたが、1985年12月にはサードディヴィジョンのボルトン・ワンダラーズに選手兼任監督として移籍し、結局7年間ボルトンを率いた。1987年にはクラブ史上初（そして唯一）のフォースディヴィジョン（当時4部）降格を経験したものの、1988年にサードディヴィジョン復帰を果たし、1989年にはフットボールリーグトロフィーで優勝した。1989年に選手を引退して監督に専念したが、選手としてのリーグ戦の出場試合数は700試合を超え、イングランド代表としては50試合に出場して5得点した。
1989-90シーズンと1990-91シーズンにはセカンドディヴィジョン（当時2部）昇格プレーオフに出場したが、いずれのシーズンも昇格を逃した。特に1990-91シーズンには大きく昇格に近づいたが、グリムズビー・タウンFCに得失点差で下回って自動昇格を逃し、昇格プレーオフ決勝ではトランメア・ローヴァーズFCに敗れた。1991-92シーズンは13位に終わり、1992年5月8日に監督を解任された。後任監督のブルース・リオッチは、1993年にディヴィジョン・ツー（当時3部相当、プレミアリーグ発足に伴ってサードディヴィジョンから名称変更された）からディヴィジョン・ワン（当時2部相当）昇格に導き、1995年にはプレミアリーグ（現1部相当）昇格を果たした。

### 指導者時代
コヴェントリー・シティFC
1993年10月23日、コヴェントリー・シティ監督に就任して1年半ぶりに指導者経歴を再開したが、就任後初采配となったクイーンズ・パーク・レンジャーズFC戦には1-5で大敗した。不安定なスタートだったものの、1993-94シーズン後半戦にはまずまずの成績を残し、1988-89シーズンの7位以来の好成績となる11位でシーズンを終えた。1994年2月19日のマンチェスター・シティFC戦での快勝 (4-0) がシーズンのハイライトとなった。同年9月10日、コヴェントリーはマンチェスター・ユナイテッドFCに移籍金200万ポンドを支払ってディオン・ダブリンを獲得。しかし、1994-95シーズンは成績不振に苦しみ、ニールは1995年2月14日に解任された。2月11日には同じく低迷するクリスタル・パレスFCにアウェーで勝利 (2-0) したばかりだった。解任時のコヴェントリーは17位で残留圏内に位置していた。後任監督にはロン・アトキンソンが就任し、コヴェントリーは残留に成功した。
カーディフ・シティFCとマンチェスター・シティFC
彼は1996年2月にディヴィジョン・スリーのカーディフ・シティ監督に就任したが、同年10月にニニアン・パークを離れ、スティーヴ・コッペル監督が指揮するマンチェスター・シティのアシスタントコーチに就任。マンチェスター・シティはディヴィジョン・ワンで残留争いを演じていたが、コッペル監督は11月8日に辞任し、12月29日にフランク・クラークが正式な監督が就任するまで、ニールが暫定監督を務めた。1997-98シーズン、ニールはピーターボロ・ユナイテッドFC（ディヴィジョン・スリー）のバリー・フライ監督の下でアシスタントコーチを務めたが、1998年3月15日にフライ監督によって解任された。

### 指導者引退後
近年はテレビ局やラジオ局でサッカー解説者として働いている。Sky Sportsマスターズ・リーグ（往年の選手たちがプレーするリーグ）に王者として君臨しているリヴァプール・マスターズで選手や監督を務めた。1981年には「Attack From The Back」というタイトルの自伝を発表し、1986年には「Life At The Kop」というタイトルの自伝を発表した。

## 個人成績

### クラブでの出場記録
| クラブ       | クラブ         | クラブ                   | 国内リーグ | 国内リーグ | 国内カップ | 国内カップ | 国内リーグカップ | 国内リーグカップ | 大陸カップ | 大陸カップ | 通算  | 通算 |
| シーズン     | クラブ         | リーグ                   | 出場       | 得点       | 出場       | 得点       | 出場             | 得点             | 出場       | 得点       | 出場  | 得点 |
| クラブ       | クラブ         | クラブ                   | 国内リーグ | 国内リーグ | FAカップ   | FAカップ   | リーグカップ     | リーグカップ     | 欧州カップ | 欧州カップ | 通算  | 通算 |
| ------------ | -------------- | ------------------------ | ---------- | ---------- | ---------- | ---------- | ---------------- | ---------------- | ---------- | ---------- | ----- | ---- |
| 1968-69      | ノーサンプトン | サードディヴィジョン     | 21         | 4          | –          | –          | –                | –                | –          | –          | 21    | 4    |
| 1969-70      | ノーサンプトン | フォースディヴィジョン   | 13         | 1          | –          | –          | –                | –                | –          | –          | 13    | 1    |
| 1970-71      | ノーサンプトン | フォースディヴィジョン   | 18         | 2          | –          | –          | –                | –                | –          | –          | 18    | 2    |
| 1971-72      | ノーサンプトン | フォースディヴィジョン   | 41         | 1          | –          | –          | –                | –                | –          | –          | 41    | 1    |
| 1972-73      | ノーサンプトン | フォースディヴィジョン   | 38         | 9          | –          | –          | –                | –                | –          | –          | 38    | 9    |
| 1973-74      | ノーサンプトン | フォースディヴィジョン   | 46         | 9          | –          | –          | –                | –                | –          | –          | 46    | 9    |
| 1974-75      | ノーサンプトン | フォースディヴィジョン   | 10         | 2          | –          | –          | –                | –                | –          | –          | 10    | 2    |
| 通算         | 通算           | 通算                     | 187        | 28         | –          | –          | –                | –                | –          | –          | 187   | 28   |
| 1974-75      | リヴァプール   | ファーストディヴィジョン | 23         | 0          | 2          | 0          | 0                | 0                | 0          | 0          | 25    | 0    |
| 1975-76      | リヴァプール   | ファーストディヴィジョン | 42         | 6          | 2          | 0          | 3                | 0                | 12         | 1          | 59    | 7    |
| 1976-77      | リヴァプール   | ファーストディヴィジョン | 42         | 7          | 8          | 2          | 2                | 0                | 8          | 4          | 611   | 13   |
| 1977-78      | リヴァプール   | ファーストディヴィジョン | 42         | 4          | 1          | 0          | 9                | 1                | 9          | 2          | 621   | 7    |
| 1978-79      | リヴァプール   | ファーストディヴィジョン | 42         | 5          | 7          | 0          | 1                | 0                | 4          | 0          | 54    | 5    |
| 1979-80      | リヴァプール   | ファーストディヴィジョン | 42         | 1          | 8          | 0          | 7                | 0                | 2          | 0          | 601   | 1    |
| 1980-81      | リヴァプール   | ファーストディヴィジョン | 42         | 2          | 2          | 0          | 9                | 0                | 9          | 1          | 631   | 3    |
| 1981-82      | リヴァプール   | ファーストディヴィジョン | 42         | 2          | 3          | 0          | 10               | 1                | 6          | 0          | 622   | 3    |
| 1982-83      | リヴァプール   | ファーストディヴィジョン | 42         | 8          | 3          | 0          | 8                | 1                | 6          | 2          | 601   | 5    |
| 1983-84      | リヴァプール   | ファーストディヴィジョン | 41         | 1          | 2          | 0          | 12               | 1                | 8          | 1          | 641   | 3    |
| 1984-85      | リヴァプール   | ファーストディヴィジョン | 42         | 4          | 7          | 1          | 3                | 0                | 10         | 0          | 641,2 | 5    |
| 1985-86      | リヴァプール   | ファーストディヴィジョン | 13         | 1          | 0          | 0          | 2                | 0                | 0          | 0          | 163   | 1    |
| 通算         | 通算           | 通算                     | 455        | 41         | 45         | 3          | 66               | 4                | 74         | 11         | 650   | 59   |
| 1985-86      | ボルトン       | サードディヴィジョン     | 20         | 2          | –          | –          | –                | –                | –          | –          | 20    | 2    |
| 1986-87      | ボルトン       | サードディヴィジョン     | 28         | 1          | –          | –          | –                | –                | –          | –          | 28    | 1    |
| 1987-88      | ボルトン       | フォースディヴィジョン   | 8          | 0          | –          | –          | –                | –                | –          | –          | 8     | 0    |
| 1988-89      | ボルトン       | サードディヴィジョン     | 8          | 0          | –          | –          | –                | –                | –          | –          | 8     | 0    |
| 通算         | 通算           | 通算                     | 64         | 3          | –          | –          | –                | –                | –          | –          | 64    | 3    |
| キャリア通算 | キャリア通算   | キャリア通算             | 706        | 72         | 45         | 3          | 66               | 4                | 74         | 11         | 901   | 90   |

- 1 FAチャリティ・シールドも含む
- 2 インターコンチネンタルカップも含む
- 3 スーパーカップも含む

### 代表での出場記録
| イングランド代表 | イングランド代表 | イングランド代表 |
| 年               | 出場             | 得点             |
| ---------------- | ---------------- | ---------------- |
| 1976             | 2                | 0                |
| 1977             | 7                | 0                |
| 1978             | 6                | 3                |
| 1979             | 7                | 0                |
| 1980             | 7                | 0                |
| 1981             | 5                | 0                |
| 1982             | 8                | 1                |
| 1983             | 8                | 1                |
| 通算             | 50               | 5                |

## タイトル

### 選手時代
リヴァプールFC
- ファーストディヴィジョン (8) : 1975-76, 1976-77, 1978-79, 1979-80, 1981-82, 1982-83, 1983-84, 1985-86
- FAカップ (4) : 1980-81, 1981-82, 1982-83, 1983-84
- FAチャリティ・シールド (5) : 1976, 1977, 1979, 1980, 1982
- UEFAチャンピオンズカップ (4) : 1976-77, 1977-78, 1980-81, 1983-84
- UEFAカップ (1) : 1975-76
- UEFAスーパーカップ (1) : 1977

### 指導者時代
ボルトン・ワンダラーズFC
フットボールリーグトロフィー (1) : 1988-89